# Ignacio Pablo Sandino de Castro
Ignacio Pablo Sandino de Castro (Santafé de Bogotá, 30 de julio de 1766 – c. 1833) fue un funcionario real y traductor hispanocolombiano, oidor honorario de la Real Audiencia de Bogotá, y su alcalde mayor y teniente corregidor.

## Biografía
Su familia era de las más distinguidas en el virreinato de Nueva Granada: su padre fue Felipe José Sandino Moreno y su madre María Jacinta Castro Liceras. Tuvo un hermano, José Ignacio.
Estudió en el Colegio Mayor de Nuestra Señora del Rosario de Bogotá; recibió una beca por mor de su nobleza e hidalguía y se licenció como abogado en la Audiencia y Chancillería Real del virreinato. Después contrajo matrimonio en noviembre de 1790 con Concepción del Corral y Fernández, hija, al igual que Sandino, de padre peninsular y madre americana, también noble. 
Sin duda era liberal, pues tradujo del francés la Declaración de los Derechos del Hombre, que, impresa en pasquines fue distribuida por Santafé de Bogotá. Tras la investigación abierta con ese motivo en 1794, fue descubierto y encarcelado en septiembre de ese mismo año y enviado a la Península en octubre de 1795. La Paz de Basilea de julio de 1795 aflojó la represión contra los revolucionarios y poco después su causa fue sobreseída y solo permaneció recluido en San Fernando hasta 1799; en el ínterin incluso pudo desempeñar su oficio de abogado.
También en 1799 marchó a la Corte y en 1800 solicitó al secretario de Gracia y Justicia un destino en el virreinato de Nueva Granada, pero determinaron concederle en vez de eso alguna alcaldía mayor en la Península. Y al declararse la fiebre amarilla en el casco urbano de La Carlota, capital de las Nuevas Poblaciones de Andalucía, ocupó su vara de alcalde mayor, vacante por la deserción del titular; la desempeñó de 1800 a 1807, no sin conflictos y enfrentamientos por su carácter "inquieto y atrevido", según el último intendente de las Nuevas Poblaciones. Por ejemplo, entabló un litigio interminable sobre jurisdicciones con el entonces intendente Tomás González de Carvajal, y aun estuvo a pique de ir a prisión.
En 1808 se encontraba en Mallorca junto a su mujer e hijos, llegados a Cádiz desde Nueva Granada en 1803, porque le dieron el cargo de oidor honorario de su Real Audiencia y alcalde mayor y teniente corregidor de Palma de Mallorca, su capital; en 1811 publicó allí su traducción de la obra maestra de Jean-Jacques Barthélemy, Viaje del joven Anacarsis a Grecia, a mediados del siglo cuarto antes de la era vulgar (1788), algo que no podía por menos que despertar recelos en los sectores del absolutismo involucionista. Y, con motivo de su actuación en el curso de unos disturbios clericales el día 30 de abril de 1813, se vio molestado por un artículo de El Procurador General escrito por el diputado de Mallorca Antonio Llaneras Amengual, impreso exento además. Ante la reivindicación de Sandino en Contestación del juez de primera instancia d. Ignacio Pablo Sandino, al Manifiesto de las ocurrencias de esta capital publicado por el diputado Llaneras, aún publicó una Demostración de la verdad del Manifiesto del diputado por Mallorca D. Antonio Llaneras sobre las ocurrencias de la ciudad de Palma, Palma, 1813 y todavía más se enredó el caso con el folleto El fiscal fiscalizado. Contextación extra-judicial a la acusación fiscal a los reos de los alborotos del 30 de abril último, que por lo relativo á su persona da el P. Fray Raymundo Strauch, observante de la provincia de Mallorca. Mallorca: en la imprenta de Felipe Guasp, 1813. Strauch era un notorio absolutista. Y también se denigraba a don Ignacio Pablo Sandino en el Semanario Cristiano Político de Mallorca.
Estallada la Guerra de la Independencia, apostó de nuevo por el liberalismo, denotándose para el futuro como enemigo del sector más conservador. Vuelto el absolutismo en 1814, el temor a las represalias lo forzó a abandonar la isla y trasladarse a Gibraltar, refugio de muchos otros liberales españoles. Nada sabemos de sus actividades allí; quizá participó en el pronunciamiento de Rafael del Riego en enero de 1820. En todo caso, como liberal, se benefició de su éxito y resultó elegido diputado a Cortes por las Colonias americanas e intervino activamente en los debates. Y, ante la inminente caída del régimen constitucional, regresó a América en diciembre de 1823 y se instaló de nuevo en Bogotá, desempeñando diversos cargos públicos antes de fallecer en un año indeterminado.

## Obras
- Contestación del juez de primera instancia d. Ignacio Pablo Sandino, al Manifiesto de las ocurrencias de esta capital publicado por el diputado Llaneras. Mallorca: Miguel Domingo, 14 de agosto de 1813.
- Traducción de la Declaración de los derechos del hombre
- Traducción de Jean-Jacques Barthélemy, Viaje del joven Anacarsis a Grecia, a mediados del siglo quarto antes de la era vulgar, Palma de Mallorca, Impr. de M. Domingo / imprenta de Antonio Brusi, 1811-1812, varios vols.